# Basgo
Basgo ou Bazgo é uma aldeia do Ladaque, noroeste da Índia. Administrativamente pertence ao distrito Lé, ao tehsil de Lé e ao bloco de Nimo. Em 2011 tinha 950 habitantes, 45,9% do sexo masculino e 54,1% do sexo feminino A taxa de analfabetismo era 35% para os homens e 39% para as mulheres.
Situa-se no vale de um afluente da margem direita (norte) do rio Indo, a cerca de 3 300 metros de altitude e é atravessada pela estrada Serinagar—Lé. Fica cerca de 35 km a oeste de Lé e 220 km a leste de Cargil.
A aldeia é conhecida pelos seus templos antigos e mosteiro e sobretudo pelo complexo de um antigo palácio real, atualmente semi-arruinado, que se ergue acima da aldeia que é encimado pelas ruínas de um templo e de um forte.

## História
O mosteiro de Basgo foi fundado no século XI ou XII pelo famoso lotsawa (tradutor de textos sagrados budistas para tibetano) Rinchen Zangpo (958–1055) ou um dos seus discípulos. Nos séculos XV e XVI, o Reino do Ladaque esteve dividido em dois reinos separados, possivelmente governados a maior parte do tempo por irmãos ou parentes próximos. Enquanto que o reino oriental estava centrado em Shey e Lé, o oriental tinha as suas capitais em Tingmosgang e em Basgo. O primeiro visitante europeu do Ladaque, o mercador português Diogo de Almeida, residiu em Basgo durante dois anos, no final da década de 1690, ou a partir 1600 ou 1601, quando ali reinava reinava Jamiang Namgyal (´Jam-dbyans rnam-rgyal), a quem ele chama Tammiguia.
Em 1679 estalou a Guerra Tibete–Ladaque–Mogol, que duraria cerca de cinco anos e que foi basicamente uma invasão do Ladaque por tropas  tibetanas do 5.º Dalai Lama e chinesas. O exército sino-tibetano avançou vitorioso para oeste, derrotando as tropas ladaques, que só conseguiram parar o inimigo no desfiladeiro de Basgo, um ponto praticamente incontornável na rota para oeste nos terrenos montanhosos e extremamente difíceis da região. Em Basgo, esta rota milenar, agora percorrida pela estrada Serinagar—Lé, abandona o vale do Indo e sobe sinuosamente o vale profundo, o que oferece condições excecionais de defesa. Os invasores chegaram a Basgo no final do verão de 1680 e cercaram o forte situado acima do palácio real, que resistiu durante três anos, até finalmente chegarem tropas mogóis respondendo ao pedido de ajuda do rei ladaque  Deldan Namgyal. Com a ajuda destas tropas, comandadas por Fidai Cã, filho do vice-rei de Caxemira Ibraim Cã, os invasores foram depois derrotados nas planícies de Chargyal, poucos quilómetros a leste de Basgo, antes de Nimo.

## Monumentos
Cidadela

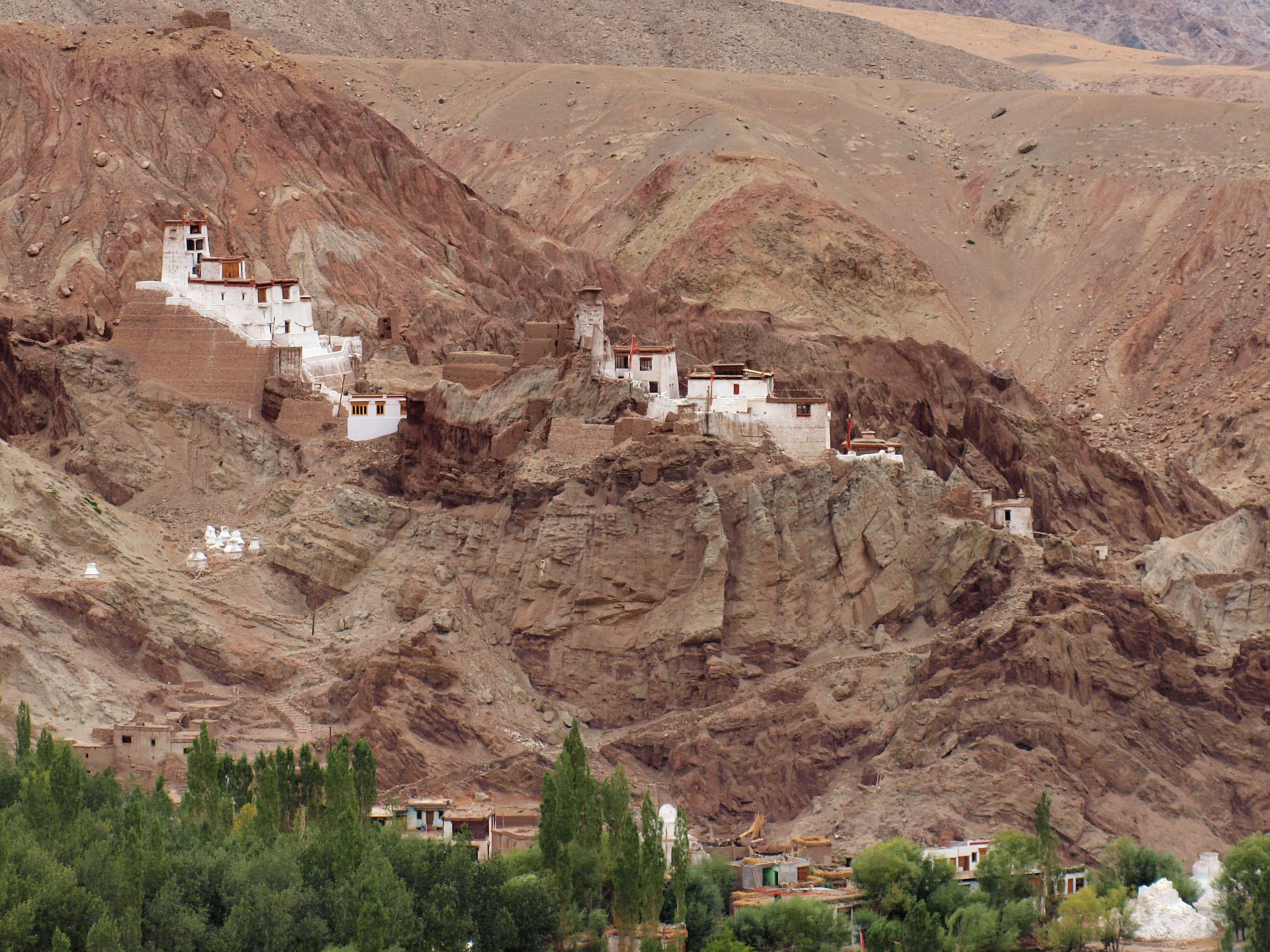
Gompa de Basgo vista do lado ocidental do vale

Mais do que exatamente um palácio, a antiga sede do poder e residência real era uma cidadela, que pela sua situação, no cimo de um monte escarpado encostado às montanhas e virado para o vale do Indo, a sul, deve ter sido praticamente inexpugnável. Praticamente nada resta da castelo original e dos aposentos residenciais do século XV, mas o palácio construído pelos governantes dos dois séculos seguintes e os seus templos adjacentes ainda subsistem. Além desse palácio, os edifícios históricos de Basgo são o antigo forte,  construído possivelmente no século XIV em taipa, e três templos.
Em 2000, o conjuto histórico de Basgo foi classificado pelo World Monuments Fund como um dos 100 sítios do mundo com maior risco de desaparecimento e foi parcialmente restaurado por uma equipa de artesão locais liderado por John Hurd. O "Comité de Bem Estar de Basgo", uma organização social de voluntários tomou a seu cargo a preservação de Basgo, sob a orientaçao da guilda de tradutores de clássicos tibetanos de Nova Iorque.
O maior templo da cidadela é o Chamba (Maitreya) Lakhang, que contém o único mural do século XVI no Ladaque central, pintado durante o reinado de Tshewang Namgyal, o qual no início da década de 2010 tinha sido recentemente danificado pelas chuvas, uma calamidade numa região onde as construções não estão preparadas para as chuvas que até há pouco tempo eram praticamente inexistentes. O templo tem também uma estátua gigante de Maitreya sentado com três andares de altura.
Na fortaleza há outro templo dedicado a Maitreya, chamado Ser-Zang (ouro e cobre), uma referência às cópias do Kangyur e do Tangyur (coleções de livros sagrados budistas) escritos em cobre e ouro. Este templo foi construído pelo rei Sengge Namgyal em meados do século XVII.
Templo do século XI
Na planície a leste de Basgo, a caminho de Nimo, encontram-se as ruínas do monumento budista mais antigo da área, um templo de meados do século XI, mencionado por August H. Francke em 1914. Segundo o tibetólogo Christian Luczanits, os vestígios permitem identificar o edifício como uma Vajradhātumahāmaṇḍala, organizado como o templo principal do Mosteiro de Tabo, no vale de Spiti. Ao centro tinha uma estátua de Vairocana, o Buda celestial, num trono, acompanhado de quatro deusas. Na parede traseira há dois Jinas, cada um deles ladeado por quatro bodisatvas e entre eles devem ter estado quatro deusas. Nas paredes laterais há outros Jinas, sentados ao meio num trono elaborado, tendo a seu lado quatro bodisatvas, duas deusas acima e dois guardiões em baixo.
Chorten de passagem
No sopé do rochedo onde se erguem o castelo e os templos mais famosos de Basgo, encontra-se outro dos monumentos mais antigos da aldeia, um chorten (estupa) de passagem que data provavelmente da primeira metade do século XIII. A datação baseia-se na análise das pinturas existentes no interior.